# Блізне-Ясинського
Блізне-Ясіньскеґо (пол. Blizne Jasińskiego) — село в Польщі, у гміні Старі Бабиці Варшавського-Західного повіту Мазовецького воєводства.
Населення — 1108 осіб (2011).
У 1975-1998 роках село належало до Варшавського воєводства.

## Демографія
Демографічна структура станом на 31 березня 2011 року:
|          | Загалом | Допрацездатний вік | Працездатний вік | Постпрацездатний вік |
| -------- | ------- | ------------------ | ---------------- | -------------------- |
| Чоловіки | 534     | 106                | 365              | 63                   |
| Жінки    | 574     | 111                | 318              | 145                  |
| Разом    | 1108    | 217                | 683              | 208                  |